# Placówka Straży Celnej „Dubne”

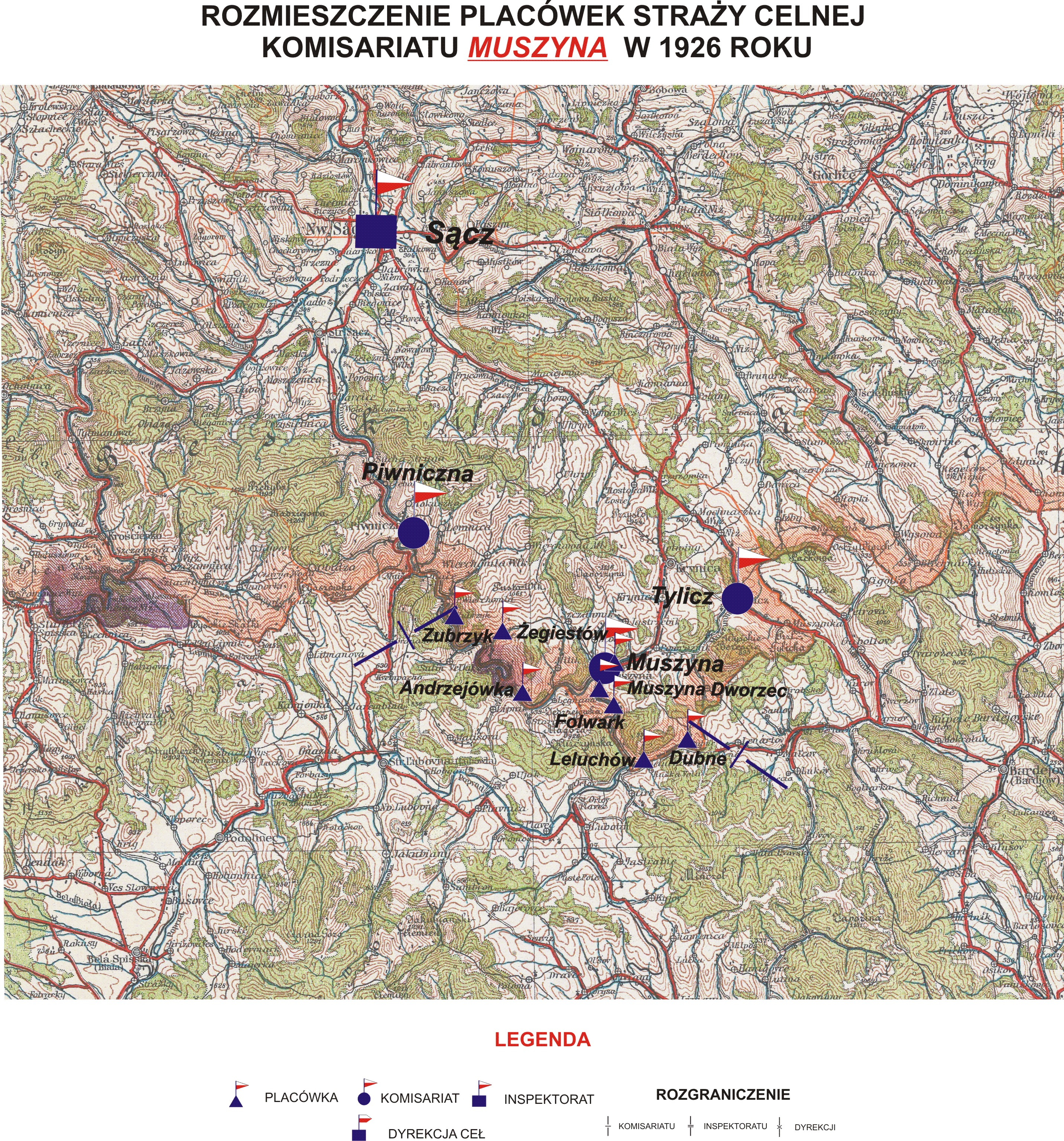
Rozmieszczenie placówek SC Komisariatu Muszyna w 1926

Placówka Straży Celnej „Dubne” – jednostka organizacyjna Straży Celnej pełniąca w okresie międzywojennym służbę ochronną na granicy polsko-czechosłowackiej.

## Formowanie i zmiany organizacyjne
W 1921 roku w Muszynie stacjonował sztab 3 kompanii 8 batalionu celnego. Kompania wystawiała między innymi placówkę w Dubnem. W 1922 roku w Tyliczu stacjonował sztab 4 kompanii 6 batalionu celnego. Kompania wystawiała między innymi placówkę w Dubnem.
Na wniosek Ministerstwa Skarbu, uchwałą z 10 marca 1920 roku, powołano do życia Straż Celną. Jednostki Straży Celnej rozpoczęły przejmowanie odcinków granicy od pododdziałów Batalionów Celnych. Proces tworzenia Straży Celnej trwał do końca 1922 roku. Placówka Straży Celnej „Dubne” weszła w podporządkowanie komisariatu Straży Celnej „Muszyna” z Inspektoratu SC „Sącz”.
W drugiej połowie 1927 roku przystąpiono do gruntownej reorganizacji Straży Celnej. W praktyce skutkowało to rozwiązaniem tej formacji granicznej. Ochronę północnej, zachodniej i południowej granicy państwa przejęła powołana z dniem 2 kwietnia 1928 roku Straż Graniczna.

## Funkcjonariusze placówki
Kierownicy placówki
| stopień    | imię i nazwisko, numer | okres pełnienia służby | kolejne stanowisko |
| ---------- | ---------------------- | ---------------------- | ------------------ |
| przodownik | Józef Kubiak (188)     | był w 1926             |                    |

Obsada personalna placówki w 1926:
- przodownik Józef Kubiak (188)
- strażnik Adam Matyjewicz (1256)
- strażnik Stanisław Grucela (2102)
- strażnik Antoni Hyliński (424)
- strażnik Andrzej Ptak (1125)